# Caburé (comida)
El caburé o chipa kavure  es una comida típica del Paraguay y del Noreste argentino,donde la harina de maíz y la mandioca son base fundamental de la gastronomía regional.Es lo mismo que el chipa asador.
Es una variante de la chipa asador de Paraguay y del chipá mbocá de la Provincia de Corrientes (antiguamente territorio paraguayo) y lleva distintos ingredientes y preparación. El caburé misionero tiene que tener buena manteca (mantequilla), buen queso y mucho huevo. Cambia el sabor con el de la chipa regular y es más blando. 
En regiones del norte como Horqueta, creen que chipa kavure es una comida a base del rora del almidón "typyraty" porque Roque, el niño que vendía este alimento lo llamaba kavure. Sin embargo, en el resto del país chipa kavure es lo mismo que chipa asador.

## Fiesta Provincial del Caburé
Desde el 2009 se realiza Fiesta Provincial del Caburé en la ciudad de Jardín América, en la provincia de Misiones, Argentina.
La tradicional fiesta se hace todos los años en el mes de junio en el Polideportivo Municipal, con entrada libre y gratuita, y la colaboración de un elemento no perecedero que es donado a Cáritas, una organización humanitaria de la Iglesia católica.
Allí se prueba esa comida y otras delicias criollas como la chipa soo y el mbeyú. Actúan grupos musicales chamameceros y de música "cervecera", muy habituales en la región.

## Preparación al estilo misionero
El Caburé se hace con una masa de almidón de mandioca (tapioca) un poco más dura que la de los chipás al horno. Tradicionalmente se las cocinaba en una rama de naranjo, previamente descortezada. Actualmente se usa un palo de madera que no tenga pintura ni barniz. La masa se envuelve en la punta del palo y se asan sobre las brasas girando lentamente hasta que se cocinen.

## Receta
- Wikilibros en español alberga la receta del  Caburé (comida).